# Четацуја (Ђурђу)
Четацуја (рум. Cetățuia) насеље је у Румунији у округу Ђурђу у општини Гаужани. Oпштина се налази на надморској висини од 26 m.

## Становништво
Према подацима из 2002. године у насељу је живело 248 становника, од којих су сви румунске националности.